# El Pla del Penedès
El Pla del Penedès és un municipi de la comarca de l'Alt Penedès a la plana fèrtil del Penedès, al nord de Vilafranca del Penedès. Està drenat per la riera de Lavernó. La festa major se celebra el darrer dissabte de juliol. Els seus patrons són Sant Abdó i Senen.
El topònim «el Pla» és documentat des del segle xi, descriu la configuració del terreny i prové del llatí planu. El municipi del Pla del Penedès es va segregar del castell de Lavid l'any 1843 però no va assolir plena independència jurisdiccional fins a l'any 1850. Ja al segle xviii, els terratinents del Pla van impulsar la separació, i van obtenir un rector i terme parroquial propis després de fortes pressions.
És un municipi bàsicament agrícola amb una gran tradició vitivinícola. El 2024, la fonda Tasqueta Miguelin ha guanyat el concurs del millor entrepà de tot l'estat espanyol  i l'Estanc-Cal Carnisser va rebre el Premi nacional als establiments comercials centenaris. Els plats típics de la regió són la xató i l'escalivada.

## Geografia
- Llista de topònims del Pla del Penedès: muntanyes, serres, collades, indrets, rius, fonts, cases, masies, esglésies, monuments. El 2021 hi havia 730 habitatges, de les quals 72,1% eren habitatges principals.[10]

| Entitat de població | Habitants (2024) |
| el Pla del Penedès  | 1.216            |
| les Parellades      | 72               |
| Bonavista           | 26               |
| el Pujolet          | 18               |
| les Tarumbes        | 17               |
| Cal Janes           | 3                |
| el Mas Morer        | 0                |
| Font: Idescat       |                  |

## Demografia
| 1497 f | 1515 f | 1553 f | 1717 | 1787 | 1857  | 1877  | 1887  | 1900  | 1910  |
| ------ | ------ | ------ | ---- | ---- | ----- | ----- | ----- | ----- | ----- |
| -      | -      | -      | 177  | 345  | 1.093 | 1.100 | 1.259 | 1.031 | 1.073 |

| 1920  | 1930  | 1940  | 1950  | 1960  | 1970  | 1981 | 1990 | 1992 | 1994 |
| ----- | ----- | ----- | ----- | ----- | ----- | ---- | ---- | ---- | ---- |
| 1.160 | 1.186 | 1.193 | 1.081 | 1.024 | 1.055 | 999  | 995  | 955  | 955  |

| 1996 | 1998 | 2000 | 2002 | 2004 | 2006 | 2008  | 2010  | 2012  | 2014  |
| ---- | ---- | ---- | ---- | ---- | ---- | ----- | ----- | ----- | ----- |
| 953  | 918  | 923  | 903  | 891  | 931  | 1.004 | 1.103 | 1.198 | 1.223 |

| 2016  | 2018  | 2020  | 2022  | 2024  | 2026 | 2028 | 2030 | 2032 | 2034 |
| ----- | ----- | ----- | ----- | ----- | ---- | ---- | ---- | ---- | ---- |
| 1.253 | 1.259 | 1.275 | 1.335 | 1.352 | -    | -    | -    | -    | -    |

## Política
Nombre de regidors per partit
| Junts                   | - | - | -  | - | - | - | - | - | - | - | 4 | 3 |
| PSC                     | 3 | - | -  | - | 3 | 3 | 3 | 3 | 4 | 2 | - | - |
| PP                      | - | - | -  | - | - | - | 0 | 0 | - | - | - | - |
| ERC                     | - | - | -  | - | - | - | - | - | - | - | 4 | 5 |
| CUP                     | - | - | -  | - | - | - | - | - | - | 3 | 1 | 1 |
| CiU                     | 6 | 7 | 5  | 7 | 4 | 4 | 4 | 4 | 5 | 4 | - | - |
| Altres                  | - | - | 4a | - | - | - | - | - | - | - | - | - |
| Total                   | 9 | 7 | 9  | 7 | 7 | 7 | 7 | 7 | 9 | 9 | 9 | 9 |
| a Independents del Pla; |   |   |    |   |   |   |   |   |   |   |   |   |